# Brodkî, Mîkolaiiv
Brodkî (în ucraineană Бродки) este localitatea de reședință a comunei Brodkî din raionul Mîkolaiiv, regiunea Liov, Ucraina.

## Demografie
Componența lingvistică a localității Brodkî
     Ucraineană (98,83%)
     Alte limbi (0,7%)
Conform recensământului din 2001, majoritatea populației localității Brodkî era vorbitoare de ucraineană (98,83%), existând în minoritate și vorbitori de alte limbi.